# Jumandiacris perlata
Jumandiacris perlata är en insektsart som beskrevs av Christiane Amédégnato och Poulain 1998. Jumandiacris perlata ingår i släktet Jumandiacris och familjen gräshoppor. Inga underarter finns listade i Catalogue of Life.